# Przemocze
Przemocze [pʂɛˈmɔt͡ʂɛ] (tiếng Đức: Priemhausen)  là một ngôi làng thuộc khu hành chính của Gmina Maszewo, thuộc hạt Goleniów, West Pomeranian Voivodeship, ở phía tây bắc Ba Lan. Nó nằm khoảng 10 kilômét (6 mi) phía tây Maszewo, 13 km (8 mi) về phía đông nam của Goleniów và 24 km (15 mi) về phía đông của thủ đô khu vực Szczecin. 
1. ↑  "Former Territory of Germany" (bằng tiếng Đức). ngày 14 tháng 11 năm 2017.
2. ↑  "Central Statistical Office (GUS) - TERYT (National Register of Territorial Land Apportionment Journal)" (bằng tiếng Ba Lan). ngày 1 tháng 6 năm 2008.